# Тагієв Імран Абдулла-огли
Імран Абдулла-огли Тагієв (1913, село Дамірчиляр, тепер Ґазахського району, Азербайджан — ?) — азербайджанський радянський діяч, голова виконавчого комітету Казахської (Ґазахської) районної ради депутатів трудящих Азербайджанської РСР. Депутат Верховної Ради СРСР 4-го скликання.

## Життєпис
Народився в бідній селянській родині. З 1920 року навчався в сільській школі, потім продовжив навчання в Казахському (Ґазахському) тваринницькому технікумі Азербайджанської РСР.
Після закінчення технікуму працював зоотехніком у колгоспах Казахського (Ґазахського) та Геокчайського районів Азербайджанської РСР.
У 1942—1951 роках — головний зоотехнік земельного відділу Казахської (Ґазахської) районної ради депутатів трудящих Азербайджанської РСР.
Член ВКП(б) з листопада 1944 року.
З 1951 року — начальник Казахського (Ґазахського) районного управління сільського господарства; голова виконавчого комітету Казахської (Ґазахської) районної ради депутатів трудящих Азербайджанської РСР.
Подальша доля невідома.

## Нагороди та відзнаки
- орден Леніна
- медаль «За оборону Кавказу»
- медаль «За доблесну працю у Великій Вітчизняній війні 1941—1945 рр.»
- медаль «За трудову доблесть»
- медалі